# 3322 Lidiya
3322 Lidiya este un asteroid din centura principală, descoperit pe 1 decembrie 1975 de Tamara Smirnova.